# 沙巴𩷶
沙巴𩷶，為輻鰭魚綱鯰形目𩷶鯰科的其中一種，為熱帶淡水魚，被IUCN列為極危保育類動物，分布於亞洲馬來西亞湄公河及湄南河流域，體長可達300公分，棲息在大河底中層水域，以魚類及甲殼類等為食，會進行季節性洄游，生活習性不明，受到環境汙染、棲地減少及捕獲而被受威脅，可作為食用魚、觀賞魚及養殖魚類。

## 扩展阅读
維基物種上的相關：沙巴𩷶